# Mater of All Evil
Mater of All Evil è il terzo album del gruppo thrash metal italiano Necrodeath, uscito nel 1999.

## Brani
1. The Creature - 2:23
2. Flame of Malignance - 3:00
3. Black Soul - 3:38
4. Hate and Scorn - 3:16
5. Iconoclast - 4:19
6. Void of Naxir - 3:05
7. Anticipation of Death - 2:37
8. Experiment in Terror - 3:15
9. Serpent - 2:21
10. At the Roots of Evil - 3:59
11. Fathers - 3:45

## Componenti
- Flegias - voce
- Peso - batteria
- Claudio - chitarra
- John - basso